# Doha Diamond League 2016
Il Doha Diamond League 2016 è stato la 18ª edizione dell'annuale meeting di atletica leggera, tappa inaugurale del circuito Diamond League 2016. Le competizioni hanno avuto luogo presso lo Stadio Qatar SC di Doha, il 6 maggio 2016.

## Programma
| # | Orario | Specialità         |
| - | ------ | ------------------ |
| 1 | 18:30  | Lancio del disco   |
| 2 | 18:45  | Salto in alto      |
| 3 | 19:04  | 400 metri piani    |
| 4 | 19:25  | 1500 metri piani   |
| 5 | 19:50  | 3000 metri siepi   |
| 6 | 19:50  | Salto triplo       |
| 7 | 20:09  | 200 metri piani    |
| 8 | 20:34  | 110 metri ostacoli |

| # | Orario | Specialità             |
| - | ------ | ---------------------- |
| 1 | 17:45  | Salto con l'asta       |
| 2 | 17:45  | Getto del peso         |
| 3 | 18:10  | Salto triplo           |
| 4 | 19:15  | 100 metri piani        |
| 5 | 19:39  | 400 metri ostacoli     |
| 6 | 19:55  | Lancio del giavellotto |
| 7 | 20:21  | 800 metri piani        |
| 8 | 20:45  | 3000 metri piani       |

     Specialità valide per la Diamond League

## Risultati
Di seguito i primi tre classificati di ogni specialità.

### Uomini
| Specialità         | 1º classificato   | Prestazione | 2º classificato  | Prestazione | 3º classificato  | Prestazione |
| 200 metri          | Ameer Webb        | 19"85       | Alonso Edward    | 20"06       | Femi Ogunode     | 20"10       |
| 400 metri          | LaShawn Merritt   | 44"61       | Machel Cedenio   | 44"68       | Abdalelah Haroun | 44"81       |
| 1500 metri         | Asbel Kiprop      | 3'32"15     | Elijah Manangoi  | 3'33"67     | Silas Kiplagat   | 3'33"86     |
| 3000 metri siepi   | Conseslus Kipruto | 8'05"13     | Jairus Birech    | 8'08"28     | Abraham Kibiwott | 8'09"25     |
| 110 metri ostacoli | Omar McLeod       | 13"05       | Hansle Parchment | 13"10       | Orlando Ortega   | 13"12       |
| Salto triplo       | Christian Taylor  | 17,23 m     | Dong Bin         | 17,07 m     | Alexis Copello   | 16,98 m     |
| Salto in alto      | Erik Kynard       | 2,33 m      | Zhang Guowei     | 2,31 m      | Marco Fassinotti | 2,29 m      |
| Lancio del disco   | Piotr Małachowski | 68,03 m     | Philip Milanov   | 67,26 m     | Victor Hogan     | 65,59 m     |

     Atleti al primo posto nella classifica di specialità.
     Prestazione che stabilisce il nuovo record del meeting.

### Donne
| Specialità             | 1ª classificata   | Prestazione | 2ª classificata  | Prestazione | 3ª classificata         | Prestazione |
| 100 metri              | Tori Bowie        | 10"80       | Dafne Schippers  | 10"83       | Veronica Campbell-Brown | 10"91       |
| 800 metri              | Caster Semenya    | 1'58"26     | Habitam Alemu    | 1'59"14     | Eunice Sum              | 1'59"74     |
| 3000 metri             | Almaz Ayana       | 8'23"11     | Mercy Cherono    | 8'26"36     | Gelete Burka            | 8'28"49     |
| 400 metri ostacoli     | Eilidh Doyle      | 54"53       | Kemi Adekoya     | 54"87       | Kaliese Spencer         | 55"02       |
| Salto con l'asta       | Sandi Morris      | 4,83 m DLR  | Nicole Büchler   | 4,78 m      | Aikaterinī Stefanidī    | 4,73 m      |
| Salto triplo           | Caterine Ibargüen | 15,04 m     | Yulimar Rojas    | 14,92 m     | Ol'ga Rypakova          | 14,61 m     |
| Getto del peso         | Tia Brooks        | 19,48 m     | Anita Márton     | 19,22 m     | Emel Dereli             | 18,57 m     |
| Lancio del giavellotto | Sunette Viljoen   | 65,14 m     | Kathryn Mitchell | 63,25 m     | Lü Huihui               | 62,42 m     |

     Atleti al primo posto nella classifica di specialità.
     Prestazione che stabilisce il nuovo record del meeting.